# Paulistânia (revista)
Paulistânia foi uma revista documentário especializada na preservação da história e da cultura paulista, publicada em língua portuguesa de 1942 a 1979, era vinculada ao Clube Piratininga, em São Paulo.